# Samsung Galaxy S5 Mini
Il Samsung Galaxy S5 Mini è uno smartphone basato sul sistema operativo Android sviluppato da Samsung. È stato annunciato il 2 giugno 2014 ed è stato pubblicato sul mercato alla fine dello stesso mese. È la versione ridotta del Samsung Galaxy S5 e considerato il successore del Samsung Galaxy S4 Mini. Ha un design identico al modello superiore, ma in minori dimensioni.

## Specifiche
L'S5 Mini utilizza una variante quasi identica in policarbonato perforato e una progettazione hardware molto simile del Galaxy S5. Internamente, è dotato di un processore quad-core 1,4 GHz Exynos Quad 3 3470 con 1,5 GB di RAM, 16 GB di storage espandibile, e un display 4,5 pollici (1280x720 pixel) HD Super AMOLED con una densità di pixel di 326 PPI. Nonostante ciò pare che nei benchmark abbia ottenuto punteggi inferiori rispetto a S4 Mini. Nell'uso quotidiano è comunque difficile notare differenze con S5, segno che il terminale presenta comunque un'evoluzione nelle prestazioni rispetto al predecessore. L'S5 Mini comprende anche una fotocamera frontale da 2.1 megapixel e una camera posteriore da 8 megapixel con un sensore in 4:3 (può scattare foto anche in 16:9 ma con un downsizing della risoluzione a 6 Mpx).
Sotto il display ci sono tre pulsanti. Il tasto fisico "Home" che al centro ha un lettore di impronte digitali. Le "applicazioni recenti" e pulsanti "Indietro" sono tasti capacitivi. In conformità con Android 4.0 Human Interface Guidelines, l'S5 mini non utilizza un tasto "Menu", come i suoi predecessori, anche se la sua disposizione dei pulsanti è ancora invertita rispetto ad altri dispositivi Android con il layout dell'S5 mini (come l'HTC One X e Galaxy Nexus, i cui pulsanti "Indietro" sono a sinistra di "Home").
Analogamente all'S5, l'S5 mini viene fornito con Android 4.4.2 Kitkat e il software di Samsung TouchWiz, che comprende quasi tutte le caratteristiche del fratello maggiore. Esso è stato aggiornato ad Android 5.0 Lollipop e da dicembre 2016 è in corso il roll-out dell'aggiornamento 6.0.1 Marshmallow in Europa. Samsung ha rivelato che non vi saranno ulteriori aggiornamenti per questo dispositivo.
L'S5 Mini contiene una batteria di 2100 mAh (uguale al Samsung Galaxy S III) e NFC-enabled. Il suo software, come l'S5, ha una modalità chiamata "Ultra Power Saving" per estendere ulteriormente la durata della batteria; quando abilitato, tutti i processi non essenziali sono disattivati e lo schermo diventa bianco e nero.
Come l'S5, l'S5 Mini possiede la certificazione IP67 che gli permette di essere resistente all'acqua fino ad 1 metro di profondità per massimo 30 minuti.